# Motivische integratie
Motivische integratie is een begrip in de algebraïsche meetkunde dat werd geïntroduceerd door Maxim Kontsevitsj in 1995. Het werd verder ontwikkeld door Jan Denef en François Loeser in een reeks artikels. Sinds de introductie ervan is het nuttig gebleken in verschillende takken van de algebraïsche meetkunde, zoals birationale meetkunde en de singulariteitstheorie. Er zijn ook toepassingen in het Langlands-programma. In zijn ontwikkeling gebruikte het de modeltheorie en de niet-Archimedische meetkunde.
Grofweg kent motivische integratie een volume toe aan deelverzamelingen van de boogruimte (arc space) van een algebraïsche variëteit. Dit volume is een element in de Grothendieck-ring van algebraïsche variëteiten. De naam 'motivisch' weerspiegelt dat, in tegenstelling tot de gewone integratie, waarvoor de waarden reële getallen zijn, de waarden bij motivische integratie van meetkundige aard zijn. Motieven werden ingevoerd door Alexander Grothendieck in 1964.

## Beschrijving
Motivische integratie heeft zich ontwikkeld sinds Kontsevitsj de eerste lezing over dit onderwerp gaf in Orsay in december 1995. Een motivische maat verschilt op twee manieren van de gebruikelijke maten. De eerste is dat hij geen reële waarden heeft. In plaats daarvan neemt hij waarden aan in een groep van dissecties. De tweede is dat we, in plaats van te werken in een Booleaanse algebra van meetbare verzamelingen, direct werken met de onderliggende Booleaanse formules die deze verzamelingen definiëren.
De polygone dissectiegroep is gedefinieerd als de vrije abeliaanse groep onderworpen aan twee families van relaties, de dissectie- en congruentierelaties. Er kan aangetoond worden1 dat deze groep isomorf is aan de additieve groep van reële getallen. In dit isomorfisme is het reële getal verbonden aan een klasse van veelhoeken de oppervlakte.
Meestal beschouwt men de maat van een verzameling X={x|φ(x)} (bijvoorbeeld een deelverzameling van een lokaal compacte ruimte) gedefinieerd door een formule φ, maar niet de maat van de formule φ die de verzameling definieert. In het geval van de motivische maat definieert men de maat direct op de formule. Concreet betekent dit dat de vergelijking
{\displaystyle x^{2}+y^{2}=1}
de cirkel definieert
{\displaystyle {(x,y)\mid x^{2}+y^{2}=1}}.
Met de motivische maat beschoumt men de maat van de vergelijking van de cirkel in plaats van de maat van de cirkel zelf. De focus verschuift van verzamelingen naar formules. Het meten van formules in plaats van deelverzamelingen definieert een universele maat, in die zin dat de waarde die aan de formule wordt toegekend niet afhankelijk is van een bepaald domein, aangezien elke formule een oneindige verzameling verzamelingen definieert, afhankelijk van het domein waarin deze wordt gerealiseerd.
Er zijn twee soorten benaderingen in de motivische integratietheorie: de meetkundige benadering en de modeltheoretische benadering. Eigenlijk zijn ze beide meetkundig, maar de eerste gebruikt gereedschappen uit de algebraïsche meetkunde, terwijl de laatste gereedschappen vanuit de modeltheorie gebruikt. Twee vaak gebruikte modeltheoretische gereedschappen zijn kwantoreliminatie en celdecompositie.

## Geschiedenis
De geschiedenis begint met een stelling uit de snaartheorie. Victor Batyrev bewees in 1995 een stelling over Calabi-Yau-variëteiten. Als X en Y twee zo'n Calabi-Yau-variëteiten zijn, en als ze birationaal equivalent zijn, dan hebben X en Y dezelfde Betti-getallen. Birationale Calabi-Yau-variëteiten hebben dus dezelfde Betti-getallen. Het bewijs gebruikt de stelling van Hirokana, p-adische integratie, de vermoedens van Weil en een vergelijkingsstelling tussen l-adische Betti-getallen en de gebruikelijke Betti-getallen.
Hierna legde Kontsevitsj in 1995 een directe aanpak uit. Hij vermijdde de p-adische integratie en de vermoedens van Weil, maar hij gebruikte 'boogjesruimtes' (arc spaces). Kontsevitsj versterkte Batyrev's stelling: birationale Calabi-Yau-variëteiten hebben ook dezelfde Hodge-getallen. Dit resultaat was ook van betekenis voor de spiegelsymmetrie in de snaartheorie. Dit is de start van de motivische integratie. Hij toonde aan dat men de p-adische integratie kan opwaarderen naar een meetkundige integratietheorie, die hij de motivische integratie noemde. Arc spaces waren ingevoerd in 1968 door John Nash in Arc structure of singularities, om de structuur van singulariteiten en resoluties in algebraïsche meetkunde te bestuderen. In 1995 werd dit resultaat van Nash pas gepubliceerd.
In 1999 gaven Denef en Loeser een motivische integratietheorie over arbitraire (in het bijzonder singuliere) algebraïsche variëteiten over een field k. Dit kan gezien worden als de arithmetische versie van de meetkundige versie van Kontsevitsj. Yasuda heeft de benadering van Denef en Loeser veralgmemeent naar algebraïsche stacks. Denef en Loeser ontdekten vele toepassingen van hun theorie, zoals motivische versies van Igusa's zeta-functies en de Mckay correspondentie.
In 2003 gaven Loeser en Sebag een motivische integratietheorie over formele schema's en rigide variëteiten. De integratieruimte hier is het Greenberg schema over het formele schema. Greenberg schema's zijn een van de veralgemeningen van arc spaces (ook wel arc schemes genoemd).
In 2008 gaven Cluckers en Loeser, en op een andere manier, Hrushowski en Kazhdan, een algemeen raamwerk voor motivische integratie gebaseerd op modeltheorie. De modeltheoretische aanpak heeft geleid tot de introductie van de Fourier-transformatie, de stelling van Fubini en de harmonische analyse in een motivische context. De modeltheoretische benadering was ook een sleutelelement voor toepassingen in het Langlands-programma.